# Lysimachia grammica
Lysimachia grammica är en viveväxtart som beskrevs av Henry Fletcher Hance. Lysimachia grammica ingår i släktet lysingar, och familjen viveväxter. Inga underarter finns listade i Catalogue of Life.